# Livaie
Livaie era una comuna francesa que estaba situada en el departamento de Orne, de la región de Normandía que el 1 de enero de 2019 pasó a formar parte de la comuna nueva de L'Orée-d'Écouves como comuna delegada.

## Demografía
| Gráfica de evolución demográfica de Livaie entre 1800 y 2022 |
|                                                              |

Los datos demográficos contemplados en este gráfico de la comuna de Livaie se han cogido de 1800 a 1999 de la página francesa EHESS/Cassini, y los demás datos de la página del INSEE.